# Azinheira dos Barros e São Mamede do Sádão
Azinheira dels Barros e Sâo Mamede do Sádão és un llogaret i freguesia del municipi de Grândola, districte de Setúbal, amb característiques sobretot rurals, i amb l'agricultura com a activitat predominant.
La respectiva freguesia té 172,52 km² d'àrea i 704 habitants; té una densitat de població de 4,1 hab/km² (2011) i es compon de tres llogarets (Azinheira dos Barros, Lousal i Atalaia do Viso). Fou creada el 1855, en una reforma administrativa que va unir les freguesies de Sâo Mamede do Sádão, que pertanyia al municipi d'Alcácer do Sal i d'Azinheira dos Barros.

## Població
| Població de la freguesia d'Azinheira dos Barros e São Mamede do Sádão | Població de la freguesia d'Azinheira dos Barros e São Mamede do Sádão | Població de la freguesia d'Azinheira dos Barros e São Mamede do Sádão | Població de la freguesia d'Azinheira dos Barros e São Mamede do Sádão | Població de la freguesia d'Azinheira dos Barros e São Mamede do Sádão | Població de la freguesia d'Azinheira dos Barros e São Mamede do Sádão | Població de la freguesia d'Azinheira dos Barros e São Mamede do Sádão | Població de la freguesia d'Azinheira dos Barros e São Mamede do Sádão | Població de la freguesia d'Azinheira dos Barros e São Mamede do Sádão | Població de la freguesia d'Azinheira dos Barros e São Mamede do Sádão | Població de la freguesia d'Azinheira dos Barros e São Mamede do Sádão | Població de la freguesia d'Azinheira dos Barros e São Mamede do Sádão | Població de la freguesia d'Azinheira dos Barros e São Mamede do Sádão | Població de la freguesia d'Azinheira dos Barros e São Mamede do Sádão | Població de la freguesia d'Azinheira dos Barros e São Mamede do Sádão |
| --------------------------------------------------------------------- | --------------------------------------------------------------------- | --------------------------------------------------------------------- | --------------------------------------------------------------------- | --------------------------------------------------------------------- | --------------------------------------------------------------------- | --------------------------------------------------------------------- | --------------------------------------------------------------------- | --------------------------------------------------------------------- | --------------------------------------------------------------------- | --------------------------------------------------------------------- | --------------------------------------------------------------------- | --------------------------------------------------------------------- | --------------------------------------------------------------------- | --------------------------------------------------------------------- |
| 1864                                                                  | 1878                                                                  | 1890                                                                  | 1900                                                                  | 1911                                                                  | 1920                                                                  | 1930                                                                  | 1940                                                                  | 1950                                                                  | 1960                                                                  | 1970                                                                  | 1981                                                                  | 1991                                                                  | 2001                                                                  | 2011                                                                  |
| 1 066                                                                 | 1 068                                                                 | 1 244                                                                 | 1 202                                                                 | 1 601                                                                 | 2 131                                                                 | 2 800                                                                 | 3 478                                                                 | 4 192                                                                 | 4 049                                                                 | 2 284                                                                 | 1 665                                                                 | 1 141                                                                 | 908                                                                   | 704                                                                   |

En els cens de 1864 a 1900 figuren com freguesies distintes

## Història
Aquesta freguesia durant molt de temps s'anomenà Bairros. El poblament en començà a mitjan segle xv. L'alteració de Bairros per Barros és d'època prou recent i només es va fer comuna al segle XX. El nom actual (Azinheira dos Barros) està relacionat amb una llegenda de la imatge de la Concepció. El principal objectiu dels habitants era alçar la capella de la població al cim d'Outeiro de Palmela, i transportaren la imatge damunt d'una alzina, fins que la capella s'acabà de construir on aquesta es trobava.
Lousal i el respectiu llogaret miner corresponen a un antic tancat miner explotat des del final del segle XIX per a l'extracció de pirite, entre 1900 i 1988. A Azinheira dos Barros, la patrona és Nostra Senyora de la Concepció i a Lousal, santa Bàrbara.

## Patrimoni cultural
- Monument megalítico de Pata do Cavalo: situat a 5 km d'Azinheira dos Barros en la carretera municipal que connecta Azinheira dos Barros amb Grândola, per Atalaia do Viso, al Monte das Boiças; el dolmen de Pata de Cavalo té aquest nom perquè la seua configuració presenta semblances amb una coça de cavall. Destinat a enterraments col·lectius dels habitants que explotaren les mines de coure de la zona, aquest monument se situa en el Neolític dins de la cultura megalítica. Pata do Cavalo fou descobert i excavat als anys 1950 per un equip del Servei de Foment Miner i Serveis Geològics de Portugal. És considerada un dels majors dòlmens del país per la grandària de la cambra, de 6 m de diàmetre. Té una galeria al voltant de la qual hi ha un monticle de terra artificial, designat en portugués mamoa. Durant l'exploració del monument es trobaren peces de ceràmica i de pedra que ara són al Museu dels Serveis Geològics de Portugal.
- Església Matricial (originàriament del segle XVI): es creu que els primers vestigis poblacionals de l'Herdade dos Barros, després de la conquesta cristiana, han tingut origen en la possessió d'aquesta finca per un llaurador que s'hi instal·là amb altres camperols. D'acord amb alguns documents l'any 1513 l'ermita ja estava construïda, i el llogaret degué ser habitat entre el segle XIV i XV. Se sap que l'any de 1513, Jorge de Lencastre, mestre de l'Orde de Santiago, visità el llogaret de Barros per conéixer-ne la capella. Al 1533 Jorge de Lencastre envia a aquesta ermita un emissari que va registrar-ne les alteracions fetes durant les dues dècades. L'església va tenir un paper important en la fixació d'habitants al llogaret.
- Monument Megalític de Lousal: és un conjunt de tolos, o monument de falsa cúpula, situat en un radi de 3 km del llogaret de Lousal, que testimonia 5.000 anys d'història de la mineria a Portugal. Va ser destinat a enterraments col·lectius, per a la població que explotava les mines de la zona. Consta d'una galeria, una cambra principal i una de secundària.
- Església de Nossa Senhora do Viso: petita capella del segle xv, objecte de diverses remodelacions, la major de les quals al segle xviii;

## Patrimoni
- Monument megalític de Pata do Cavalo o Muntanya de Boiças 1
- Monument megalític de Lousal o Lousal 1